# 457
457 је била проста година.

## Догађаји

### Јануар
- 27. јануар – Цар Маркијан умире у Цариграду, вероватно од гангрене стопала, инфекције заражене током дугог верског путовања. Сахрањен је у цркви Светих Апостола, заједно са покојном супругом Пулхеријом.

### Фебруар
- 7. фебруар – Лав I, трако-римски (или дачки) високи официр, постаје нови цар Источног римског царства, који је владао скоро 20 година. Он је први примио византијску круну из руку цариградског патријарха.

### Април
- 1. април — Римска војска је изабрала Јулија Валерија Мајоријана за западноримског цара.

### Децембар
- 28. децембар – Мајоријан је крунисан за цара Западног римског царства и признат од папе Лава I. Његова власт је прихваћена у Италији, Далмацији и неким територијама у Северној Галији.
- Према Англо-Саконској хроници, 4.000 Британаца је убијено код Крегенфорда у борби против Хенгиста и његовог сина Ојска од Кента.
- Јаздегерд II умире после 19-годишње владавине. Наследио га је син Хормизд III који је преузео персијски престо. Његов старији брат Перос I побунио се против њега у Систану (Иран). После неколико месеци грађанског рата, он побеђује Хормизда и постаје седамнаести сасанидски краљ Персијског царства.
- Викторије Аквитански израчунава нове таблице за одређивање дана прославе Васкрса.

## Смрти
- Википедија:Непознат датум — Византијски цар Маркијан
- Википедија:Непознат датум —Протерије Александријски